# Horsfieldia triandra
Horsfieldia triandra là một loài thực vật thuộc họ Myristicaceae. Đây là loài đặc hữu của Indonesia.